# Русско-Устьинский наслег
Русско-Устьинский наслег (якут. Русскай Устье нэһилиэк) — сельское поселение в Аллаиховском улусе Якутии Российской Федерации.
Административный центр — село Русское Устье.

## История
Статус и границы сельского поселения установлены Законом Республики Саха (Якутия) от 30 ноября 2004 года N 173-З N 353-III «Об установлении границ и о наделении статусом городского и сельского поселений муниципальных образований Республики Саха (Якутия)»

## Население
| 2002 | 2010 | 2011 | 2012 | 2013 | 2014 | 2015 |
| ---- | ---- | ---- | ---- | ---- | ---- | ---- |
| 181  | ↘157 | ↘156 | ↘148 | ↘139 | ↘129 | ↘127 |
| 2016 | 2017 | 2018 | 2019 | 2020 | 2021 |      |
| ↗130 | ↘128 | →128 | ↘127 | →127 | ↘118 |      |

## Состав сельского поселения
| № | Населённый пункт | Тип населённого пункта       | Население |
| - | ---------------- | ---------------------------- | --------- |
| 1 | Русское Устье    | село, административный центр | ↘118      |